# Camelomantis penangica
Camelomantis penangica es una especie de mantis de la familia Mantidae.

## Distribución geográfica
Se encuentra en Malasia y Borneo.